# Chiesa di Santa Maria Novella (Chiusi)
La chiesa di Santa Maria Novella (già della Misericordia, o della Morte, di santa Maria Maddalena o di Santa Marta) è un edificio sacro situato a Chiusi, situato in piazza XX Settembre.

## Storia e descrizione
L'origine della piccola chiesa sembra risalire all'XI secolo; il campanile è di epoca posteriore. Fu trasformata nello stato attuale nel XVII secolo. Nel 1621 vennero chiuse le navate laterali e in quella di sinistra venne ricavato un ambiente dell'attiguo Ospedale Vecchio.
Dell'antica chiesa rimane l'abside e il campanile, già torre del sistema difensivo. Fu completamente restaurata nel 1902. Attualmente si presenta con un semplice prospetto coronato da tetto a capanna ed interno ad unica navata con due altari laterali e l'altare maggiore in stucco dipinto del secolo XVIII.
Negli anni Ottanta vennero effettuati alcuni scavi sotto la chiesa, rinvenendo i resti di due abitazioni di epoca imperiale, con muri pseudo isodomi in grossi blocchi squadrati di travertino, sui quali era stata impostata la primitiva chiesa alto medievale.